# Webster Springs (Virgínia de l'Oest)
Webster Springs és una població dels Estats Units a l'estat de Virgínia de l'Oest. Segons el cens del 2000 tenia 808 habitants.

## Demografia
Segons el cens del 2000, Webster Springs tenia 808 habitants, 403 habitatges, i 222 famílies. La densitat de població era de 663,8 habitants per km².
Dels 403 habitatges en un 22,1% hi vivien nens de menys de 18 anys, en un 40,9% hi vivien parelles casades, en un 12,7% dones solteres, i en un 44,7% no eren unitats familiars. En el 42,2% dels habitatges hi vivien persones soles el 20,8% de les quals corresponia a persones de 65 anys o més que vivien soles. El nombre mitjà de persones vivint en cada habitatge era de 2 i el nombre mitjà de persones que vivien en cada família era de 2,7.
Per edats la població es repartia de la següent manera: un 19,9% tenia menys de 18 anys, un 7,4% entre 18 i 24, un 24,4% entre 25 i 44, un 27,7% de 45 a 60 i un 20,5% 65 anys o més.
L'edat mediana era de 44 anys. Per cada 100 dones de 18 o més anys hi havia 76,8 homes.
La renda mediana per habitatge era de 20.592 $ i la renda mediana per família de 27.434 $. Els homes tenien una renda mediana de 27.386 $ mentre que les dones 16.389 $. La renda per capita de la població era de 13.500 $. Entorn del 22% de les famílies i el 28,1% de la població estaven per davall del llindar de pobresa.

## Poblacions més properes
El següent diagrama mostra les poblacions més properes.